# وینچنزو گریفو
وینچنزو گریفو (ایتالیایی: Vincenzo Grifo؛ زادهٔ ۷ آوریل ۱۹۹۳) بازیکن فوتبال اهل ایتالیا است.
از باشگاه‌هایی که در آن بازی کرده‌است می‌توان به هوفنهایم، دینامو درسدن، اف‌اس‌وی فرانکفورت، فرایبورگ، و بروسیا مونشن‌گلادباخ اشاره کرد.
وی همچنین درتیم ملی فوتبال ایتالیا بازی کرده‌است.